# Jordfallsbron
Jordfallsbron är en landsvägsbro över Göta älv, Bergslagsbanan och E45 mellan Hisingens nordöstra hörn och Bohus. Den har fyra körfält och gång- och cykelbana längs brons norra kant. Segelfri höjd är 11 meter, total höjd 15,5 meter, bredd 17,3 meter. Den är öppningsbar och klaffen är 49,5 meter lång. Bron är totalt cirka 700 m lång.
Namnet Jordfallet kommer från det område på fastlandet vid Bohus, som drabbades av ett jordfall (gammalt namn för jordskred), ca år 1150, när delar av det som idag är vägen Källarliden, rasade ner i Göta älv. Brons östra del, liksom vägen E45 står idag på rasmassorna från det skredet.

## Historik
Bron öppnades 1966 och ersatte en färjeled som låg strax söder om bron.
Som en del av ombyggnationen av E45 mellan Göteborg och Trollhättan fick Jordfallsbron år 2012 en ny cirkulationsplats över E45.